# Isidoides armata
Isidoides armata is een zachte koraalsoort uit de familie Chrysogorgiidae. De koraalsoort komt uit het geslacht Isidoides. Isidoides armata werd in 1910 voor het eerst wetenschappelijk beschreven door Nutting.